# Megarhogas melanonotus
Megarhogas melanonotus är en stekelart som beskrevs av Cameron 1911. Megarhogas melanonotus ingår i släktet Megarhogas och familjen bracksteklar. Inga underarter finns listade i Catalogue of Life.